# 문석진
문석진(文錫珍, 1955년 7월 10일 ~ )은 대한민국의 공인회계사 출신 정치인이다. 민선5·6·7기 서울 서대문구청장이다.

## 학력
- 대광고등학교 졸업
- 연세대학교 상경대학 경영학과 학사

## 경력
- 1993~2010.05 서울세무회계사무소 공인회계사 대표
- 1995~1998 제4대 서울특별시의회 의원,서울특별시의회 재무경제위원회 위원장
- 1996~2010 국제연합환경계획 한국위원회 감사
- 1998~1999 서울시정개혁위원회 실무위원회 위원장
- 1999~2000 SH공사 주택공급 이사
- 2000~2002 경제정의실천시민연합 예산감시위원회 위원
- 2001~2002 세종문화회관 감사
- 2001~2004 시정개발연구원 감사
- 2002~2008 국가청렴위원회 보상심의위원회 위원
- 2003.01 제16대 대통령직인수위원회 경제분과 자문위원회 위원
- 2010.07~2022.06 제39~41대 서울특별시 서대문구청장(민선 5·6·7기, 민주당→민주통합당→민주당→새정치민주연합→더불어민주당, 3선)[3]
- 2024.01~2024.03 제22대 국회의원 선거 서울 서대문구 을 더불어민주당 국회의원 경선후보

## 역대 선거 결과
|  | 39.0% |

|  | 49.06% |

|  | 37.40% |

|  | 25.42% |

|  | 57.56% |

|  | 55.00% |

|  | 67.34% |